# MIE color trip
『MIE color trip』（ミエ・カラー・トリップ）は、三重エフエム放送（レディオキューブ FM三重）で2023年4月7日から放送されているローカルワイド番組である。
略称はミエトリ。

## 番組概要
『CHOICE』（2019年4月〜2023年3月）の後番組としてスタートしたワイド番組。コンセプトは「“どこかへ行きたい”を叶えるラジオ」。三重県をはじめとする日本国内および海外の旅行に役立つ情報を紹介する。タイトルには、「カラフルで彩りある旅の情報を届ける」「三重から（ミエ・カラー） 新たな旅（トリップ）へ」という2つの意味が込めている。
本作の後に続く金曜・夕方ワイド『マジックアワー』（2020年10月〜2025年3月）のパーソナリティを担当しているFM三重アナウンサーの宮原えりかがプロデューサーとして参加、初めて新番組の立ち上げを手掛けた。宮原アナはニュースと天気コーナーのアナウンサー、一部コーナーのアシスタントを兼務する。さらには『マジックアワー』の長崎ディレクターも本作を担当する。
パーソナリティは、前年夏に東京から三重県へ移住した浜口順子が担当。
第30回（2023年11月3日）から第46回（2024年2月23日）までの期間、浜口が産休のため休演。代演パーソナリティを米谷恭輔（当時BMK所属）が務めた。
第98回（2025年2月28日）のエンディングに宮原プロデューサーが登場。3月をもっての番組終了および後番組『FRIDAY GOES ON! 〜あっ、それいただきっ!〜』（JFNC制作）を発表。これにより金曜13時 - 16時帯の20年以上にわたる自社制作番組が終了、『ヒルサイド・アヴェニュー』以来のネット受けとなる。
最終回直前の第101回（2025年3月21日）には、米谷が再出演。浜口とともにゲストパーソナリティを務めた。
放送内容
- 番組開始時の4月はすべてのメッセージが読まれるごとに、旅にちなんで1マイルを進呈。第5回（2023年5月5日）で、今後は「tripソング」のリクエスト採用者のみに変更[注 3]。

- 初回に番組リスナーの愛称を募集。浜口はミエトリッパーズを提案。第3回放送内で改めて募集した結果、複数票集めたトリッパーズに決定。番組テーマの旅（トリップ）と、浜口の愛鳥家（鳥）にちなむ。

## 出演者
パーソナリティ
- 浜口順子
- 米谷恭輔（2023年11月3日 - 2024年2月23日） - 代演[8]

コーナーレギュラー
- 山中ちさ - MIEリポート[注 4]
- BMK - BMK color trip
- 宮原えりか - 三重あるあるかるたを作ろう!、お悩み相談室[注 5]

## タイムテーブル
13時台
- 13:30 - オープニング
  - OPトーク、今日のテーマメール呼び込み、曲[注 6]
- 13:38 - レディオキューブ トラフィック、曲
- 13:46 - DRIVER's NAVI、曲
- 13:55 - 『FLORAの恵み』 （江口桃子、フローラ提供、JFNネット）

14時台
- 14:00 - レディオキューブ ニュース（宮原えりか、ヒカリ電気土木提供）[注 7][12]、曲
- 14:10 - レディオキューブ ウェザー（宮原えりか）、曲
- 14:15 - ラジオショッピング
  - 『JFNラジオショッピング』（2023年4月〜6月）
  - 『快適生活ラジオショッピング』（2023年7月〜2025年3月）
- 14:20 - MIEリポート、曲
- 14:30 - コーナー企画（2023年4月・5月）→テーマトーク（2023年6月〜2025年3月）、曲
  - 「じゅんこりんMAP」（2023年4月・5月）
  - 「はまトーク」（2023年6月〜2025年3月、今日のメッセージテーマについてパーソナリティ自身がエピソード披露）
- 14:35 - おかげ横丁だより（伊勢福提供）、曲（FM三重・月間パワープレイ）
- 14:50 - ワールドチャート 他
  - 「ワールドチャート」（2023年3月〜2024年3月は毎週、2024年4月〜2025年3月は偶数週）
  - 「BMK color trip」（2024年4月〜12月の奇数週）
  - 「お悩み相談室」（2025年1月〜3月の奇数週）
- 14:55 - JFNフルネット番組
  - 『吉田麻也のチャレンジ&カバー』（2023年4月7日 - 12月29日）
  - 『Life Time Audio〜人生のプレイリスト〜』（2024年1月5日 - 3月29日）
  - 『IMP.のIMPickup』（2024年4月5日 - 2025年3月28日）

15時台
- 15:00 - COLORFULトリップ、曲
- 15:15 - レディオキューブ トラフィック（関本商事提供）
- 15:20 - メッセージ紹介（2023年4月・5月）→コーナー企画（2023年6月〜2025年3月）、曲
  - じゅんこりんMAP（2023年6月〜2024年9月）
  - こめぞうデートMAP（2023年11月〜2024年2月）
  - 三重あるあるかるたを作ろう!（2024年10月〜2025年3月）
- 15:30 - tripソング 他
  - 「tripソング」（2023年3月〜2024年10月は毎週、2024年11月〜2025年3月は第3週休止）
  - 「榊原温泉・湯元榊原館のええ湯やなラジオ」（2024年11月〜2025年3月の第3週）
- 15:40 - メッセージ紹介、曲
- 15:50 - エンディング

## コーナー
- 前番組『CHOICE』から継続 - 「MIEリポート」「おかげ横丁だより」

DRIVER's NAVI（2023年4月7日 - 2025年3月）
週末に向けて三重県近郊のおすすめドライブ、ツーリング情報を紹介。第18回（2023年8月4日）から第42回（2024年1月26日）までモトパレス鈴鹿がスポンサード。同期間は、社長をはじめ同社の社員が月1出演。
MIEリポート（2023年4月7日 - 2025年3月）
生中継コーナー。三重県の催事や施設・店舗の情報を紹介。現地からFM三重のリポーター・山中ちさが担当者へインタビュー。第8回はスタジオ出演。
じゅんこりんに教えて! 〜目指せじゅんこりんMAP!〜（2023年4月7日 - 2024年9月27日）
三重県29市町の中から毎回1つをピックアップ、リスナーから寄せられた地域情報を紹介。浜口が声色と口調を変えて「じゅんこりん」という“謎の妖精”に紛する。日本のどこかの孤島“レディオキューブ島”の海辺には、なぜか三重県のええとこ情報が書かれたボトルメールが流れ着く。唯一人の住民「じゅんこりん」は、いつか三重県に行けることを夢見て、この情報をもとに三重マップを作っているという設定。
こめぞうに教えて! 〜目指せこめぞうデートMAP!〜（2023年11月3日 - 2024年2月23日）
浜口の休演に伴う「目指せじゅんこりんMAP!」の代替コーナー。リスナーから寄せられた三重のデートスポット情報を紹介。代演パーソナリティの米谷恭輔が扮する「こめぞう」は、ウクレレを奏でながら日焼けするために“レディオキューブ島”に流れ着いたチャラ男。三重県29市町ごとのデートスポット情報が詰まったボトルメールをもとに、いつか三重県でデートすることを目指して“こめぞうマップ”を作っているという設定。
三重あるあるかるたを作ろう!（2024年10月4日 - 2025年3月）
「目指せじゅんこりんMAP!」の後継企画。リスナーから寄せられた“三重あるある”を紹介。概要は同じで、宮原アナが“レディオキューブ島”にふらっと立ち寄った、かるた読み名人「おみや」に紛して、「じゅんこりん」が集めたカルタをええ声で読み上げるという設定。カルタの読み札の体裁で“三重あるある”を募集。頭文字は50音順に毎回1文字ずつ発表。米谷がゲスト出演した第101回（2025年3月21日）は、「おみや」に代わり「こめぞう」がカルタを読み上げた。
おかげ横丁だより（2023年4月7日 - 2025年3月）
おかげ横丁からの最新の話題を届ける。伊勢福・広報担当（池田あやこ、大谷和佳子）から1人が電話出演。第34回（2023年10月6日）は桂文我が公演告知で電話出演。
ワールドチャート（2023年4月7日 - 2025年3月）
世界の音楽チャートを紹介。初回のみビルボード、第2回以降はSpotifyの各種チャート（国別、ジャンル別等）から1つをピックアップ。トップ3を発表して、最後にランキングから1曲（おもに1位曲）を流す。2024年4月から「BMK color trip」開始に伴い、毎週実施から偶数週実施に変更。
BMK color trip（2024年4月5日 - 2024年12月20日）
「ワールドチャート」と入れ替わりで毎月第1・第3・第5金曜日の奇数週実施。事前収録。BMKのメンバーが、番組で用意された毎回異なるテーマについてトークする。米谷は固定レギュラーで、単独もしくはランダムで他1名と出演。コーナー最終回の放送は、米谷・三隅がスタジオ生出演し、番組オープニングから全編にわたって参加した。
お悩み相談室（2025年1月17日 - 2025年3月21日）
「ワールドチャート」と入れ替わりで奇数週実施。番組に寄せられたリスナーの悩みを浜口と宮原アナが解決する。長崎Dの命名で、トリ（鳥）ッパーズにちなみ相談者のことを、悩める子羊ならぬ“悩める小鳥ちゃん”と呼称する。
COLORFULトリップ（2023年4月7日 - 2025年3月14日）
月ごとにテーマを設けて日本全国おススメの観光スポットを紹介。月1で海外情報を扱う。広報関係者の電話出演が多い。第92回（2025年1月17日）は広島について大窪シゲキが電話出演。
米谷トリップ（2025年3月21日）
「COLORFULトリップ」に代わって実施。この回のゲストで、以前代演パーソナリティを担当した米谷恭輔のための特別企画。米谷が春夏秋冬に分けて今後やってみたいことを発表する。
tripソング（2023年4月7日 - 2025年3月）
リクエストコーナー。リスナーから旅の想い出と、それにまつわる曲“tripソング"を募集。最初の数人はメッセージのみを紹介、最後の1人はメッセージ紹介後にリクエスト曲をかける。リクエスト採用者には1マイル進呈。第14回（2023年7月7日）からはサブテーマとして、旅で出会った食の思い出も募集。2024年11月から「え〜湯やなラジオ」開始に伴い毎月第3金曜日は休止。
榊原温泉・湯元榊原館のえ〜湯やなラジオ（2024年11月15日 - 2025年3月21日）
「tripソング」と入れ替わりで毎月第3金曜日に実施。湯元榊原館の前田社長がスタジオ出演、温泉の知識や楽しみ方を届ける。湯元榊原館がスポンサード。コーナー最終回にて新番組『つながるジカン』内でのコーナー継続を発表。

## 放送日程
- 短縮放送
  - 2023年5月5日 13:30 - 14:45。特別番組『JFN Special Life Time Audio 2023~My First Music~「14歳のプレイリスト」』のため[18]
- 拡大放送
  - 2023年12月28日 13:00 - 15:55[19]

- 放送休止
  - 2023年9月1日。防災特別番組『備える!逃げる!』のため
  - 2023年11月29日。特別番組『三重の私立中学校特番!わが校のココがスゴイ!!』のため[20]